# Uzbekistan na Zimowych Igrzyskach Olimpijskich 1998
Uzbekistan na Zimowych Igrzyskach Olimpijskich 1998 reprezentowało 4 zawodników, 2 mężczyzn i 2 kobiety.

## Skład reprezentacji

### Narciarstwo alpejskie
Mężczyźni
- Komil Urunbayev
  - Slalom - 28. miejsce

### Łyżwiarstwo figurowe
Mężczyźni
- Roman Skornyakov
  - Singiel - 19. miejsce

Kobiety
- Tatyana Malinina
  - Singiel - 8. miejsce

### Narciarstwo dowolne
Kobiety
- Lina Cheryazova
  - Skoki akrobatyczne  - 13. miejsce